# Mysteriet med 19:e gruppen
19:e gruppen (eng. Flight 19) är benämningen på de fem plan som den 5 december 1945 försvann spårlöst utanför Florida, norr om Bermudatriangeln.

## Mysteriet
Gruppen bestod av 5 torpedflygplan av typen Grumman TBF Avenger med 14 man (en man kort från ordinarie besättning) som leddes av löjtnant Charles Taylor. Gruppen tillhörde Fort Lauderdale Naval Air Station i Florida, USA. Gruppen hade varit ute på träningduppdrag över Bimini. På väg tillbaka till basen kom ett nödrop via radion om, enligt legenden, tjocka dimmoln, snurrande kompasser och kokande hav.
I den officiella haverirapporten uppges dock att Taylor i själva verket sa att hans kompasser inte fungerade och att han var osäker på var han befann sig. Efter viss tvekan bestämde han sig för att de befann sig ovanför Florida Keys, söder om Florida. De flög därför, åter enligt haverirapporten, norrut. Planen kunde positionsbestämmas med radiopejling ca. kl. 18.00, de befann sig då ovanför Atlanten i höjd med norra Florida.
Vissa uppgifter om att de försvann från radarn har varit omdiskuterade. Planen saknade även igenkänningssystem det vill säga transpondrar som ger kraftigare radareko.
Försvinnandet gav upphov till det största räddningspådrag i den amerikanska flottans och sjöfartsverkets historia. 307 räddningsplan, 18 kustbevakningsfartyg, hundratals privatflygplan och privatbåtar, fyra jagare och flera ubåtar samt brittiska flygvapnet och brittiska flottan på Bermudaöarna genomsökte området utan en skymt av 19:e gruppen, inga vrakdelar eller flytvästar eller ens någon oljefläck hittades någonsin. Man gjorde i genomsnitt 167 flygningar per dag under 4 100 flygtimmar.
Ett tvåmotorigt Martin Mariner-plan som deltog i sökandet försvann lika spårlöst som grupp 19. Planet var känt som "den flygande bensintanken" bland flygare p.g.a. dess tendens att läcka ångor från drivmedlet. En explosion som observerades av SS Gaines Mills stämmer också in på tid och plats med Marinerns planerade kurs. Uppgiften att tidpunkten skulle ha varit fel - flera timmar för sent - beror på att man blandat ihop lokal tid och GMT. Piloten, kapten Sean Stevert, omkom i den troliga explosionen.
Det har alltid ryktats att ett radiomeddelande med gruppens kodnamn FT hördes flera timmar efter att planens bränsle borde tagit slut. Det sista radiomeddelandet hördes kl 19 lokal tid, och här har man återigen förväxlat lokal tid med GMT; bränslet beräknades ha tagit slut kl 20 lokal tid = 15 GMT. Meddelandet hördes alltså en timme före slutet, inte fyra timmar efter.[källa behövs]
År 1990 skrev tidningarna att man hittat 19:e gruppen i Sargassohavet. Men det var fem plan av samma typ som avsiktligen sänkts i samband med provskjutningsövningar år 1973.